# Audrey Tautou
Audrey Justine Tautou (pronunciado  [o.dʁɛ to.tu]; Beaumont, 9 de agosto de 1976) es una actriz francesa. 
Realizó su debut en producciones de televisión y cine, especialmente en Venus, salón de belleza (1999), dirigida por Tonie Marshall el año de 1999, donde fue aclamada por la crítica. Apareció posteriormente en películas y logró el reconocimiento mundial por Amélie (2001) en su papel homónimo, alcanzando el éxito de la crítica y taquilla, ganando numerosos reconocimientos y con el tiempo convirtiéndose en un icono de la cultura contemporánea. En su carrera, ha colaborado en distintas producciones famosas como Dirty Pretty Things (2003) Un largo domingo de noviazgo (2004), El código Da Vinci (2006), Un engaño de lujo (2006), Coco antes de Chanel (2009), la trilogía de Cédric Klapisch (2002, 2005, 2013), ha trabajado con algunos de los grandes nombres de la industria como Claude Miller y Michel Gondry.
Ha sido nominada y ganadora en varias categorías y distinciones, de entre ellas los Premios César, los Premios Lumière, el BAFTA, el Premio del cine europeo y el Festival de Cine de Cannes. Es una de las pocas actrices francesas en unirse a la Academia de Artes y Ciencias Cinematográficas americana (AMPAS). También ha sido modelo para casas como Chanel, Montblanc y L'Oréal.

## Primeros años

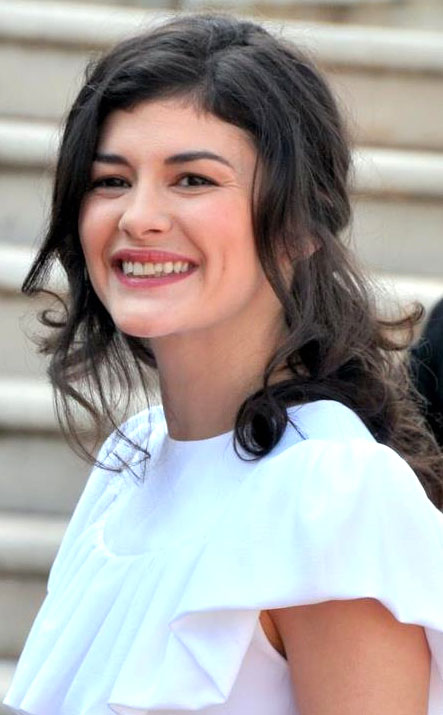
Audrey Tautou en el Festival de Cannes en 2012.

Nació en la localidad de Beaumont, en el departamento de Puy-de-Dôme de Auvernia. Su padre es Bernard Tautou, cirujano dentista, y su madre es Évelyne Tautou, profesora, exteniente de alcalde de Montluçon y actualmente vicepresidente de la agrupación encargada de la cultura de Montluçon. Pasó su infancia y su adolescencia en la ciudad de Montluçon, en la cercana Allier, Auvergne, en compañía de sus dos hermanas menores y su hermano, gendarmes.
Se interesó por la comedia a una temprana edad y comenzó a tomar cursos de arte dramático en la escuela de actuación Cours Florent. Esta es una institución teatral de gran prestigio, por donde han pasado varios actores famosos, como Isabelle Adjani, Daniel Auteuil y Guillaume Canet. Después de graduarse se convirtió en estrella de algunas de las películas más famosas del cine francés. También cursó un año de literatura moderna.
Además tomó cursos de modelaje en París, aunque se sintió insegura, continuó con los cursos hasta finalizarlos y lo consiguió convirtiéndose en un éxito posando para las más prestigiosas revistas a nivel mundial como Elle, Vogue, Harpers Bazaar, etc. Contratada para campañas de Chanel, L'Oréal, Montblanc, entre muchas.

## Trayectoria actoral
En 1998 se presentó al casting de un canal de televisión francesa llamado Jeunes Premiers y ganó la categoría a la Mejor Actriz Joven en el noveno Festival de Béziers. Después actuó en Venus, salón de belleza y ganó un César a la Mejor actriz revelación. En 2000 ganó el Prix Suzanne Bianchetti por ser considerada la joven actriz más prometedora. 
Pero fue en 2001 y la película Amélie la que le lanzó a la fama mundial. En junio de 2004 fue invitada a unirse a la Academia de las Artes y las Ciencias Cinematográficas de Hollywood, de la cual finalmente fue miembro desde el 1 de septiembre de 2006. Protagonizó El código Da Vinci (2006) junto a Tom Hanks y protagonizó, junto a Gad Elmaleh, Un engaño de lujo. 
La actriz ha dicho, en numerosas ocasiones, que su Francia natal es la base de su trabajo. Incluso confesó que «soy una actriz francesa. No estoy diciendo que nunca más trabajaré en una película de habla inglesa, pero mi casa, mi carrera, están hechas en Francia y nunca me mudaría a Los Ángeles».
En 2008 rodó Cocó antes de Chanel, donde interpretó a la propia Coco Chanel, y es la imagen de Chanel n.º 5.
En 2010 , subió a los escenarios, donde protagonizó su primera obra, Una casa de muñecas, escrita por Henrik Ibsen, dirigida por Michel Fau y representada en el Théâtre de la Madeleine. 

## Vida personal
Audrey Tautou fue, hasta diciembre de 2008, compañera del autor, compositor e intérprete de rock y pop Matthieu Chedid  conocido con el seudónimo de M . Adoptó una hija nacida en Vietnam en 2019.

## Filmografía

### Cine
| Año  | Película                             | Papel                |
| ---- | ------------------------------------ | -------------------- |
| 1999 | Vénus beauté (institut)              | Marie                |
| 2000 | Épouse-moi                           | Marie-Ange           |
| 2000 | Voyous voyelles                      | Anne-Sophie          |
| 2000 | Le libertin                          | Julie d'Holbach      |
| 2000 | Le battement d'ailes du papillon     | Irène                |
| 2001 | Amélie                               | Amélie Poulain       |
| 2001 | Dieu est grand, je suis toute petite | Michèle              |
| 2002 | À la folie... pas du tout            | Angélique            |
| 2002 | Dirty Pretty Things                  | Senay Gelik          |
| 2002 | L'auberge espagnole                  | Martine              |
| 2003 | Les Marins perdus                    | Lalla                |
| 2003 | Pas sur la bouche                    | Huguette Verberie    |
| 2003 | Nowhere to Go But Up                 | Val Chipzik          |
| 2004 | Un long dimanche de fiançailles      | Mathilde             |
| 2005 | Las muñecas rusas                    | Martine              |
| 2006 | El código Da Vinci                   | Sophie Neveu         |
| 2006 | Un engaño de lujo                    | Irène                |
| 2007 | Juntos, nada más                     | Camille Fauque       |
| 2009 | Coco avant Chanel                    | Coco Chanel          |
| 2010 | De vrais mensonges                   | Émilie Dandrieux     |
| 2011 | Contra el viento                     | Sarah Anderen        |
| 2011 | La délicatesse                       | Nathalie Kerr        |
| 2012 | Amor Índigo                          | Chloé                |
| 2012 | Thérèse Desqueyroux                  | Thérèse Desqueyroux  |
| 2013 | Nueva vida en Nueva York             | Martine              |
| 2015 | Phantom Boy                          | Mary (voz)           |
| 2015 | Microbe et Gasoil                    | Marie-Thérèse Guéret |
| 2016 | Eternity                             |                      |
| 2016 | La Odisea                            | Simone Cousteau      |
| 2016 | Ouvert la nuit                       |                      |
| 2017 | Santa et Cie                         | Wanda                |
| 2019 | The Jesus Rolls                      | Marie                |
| 2023 | Nina et le secret du hérisson        | Camille (voz)        |

#### Cortometrajes
- La vieille barrière (1998)
- Casting: Archi-dégueulasse (1998)
- Triste à mourir (1999)

### Televisión
| Año  | Título                         | Papel            | Notas                                           |
| ---- | ------------------------------ | ---------------- | ----------------------------------------------- |
| 1999 | Le boiteux: Baby blues         | Blandine Piancet | Película                                        |
| 1998 | Julie Lescaut                  | Tracy            | Serie de Televisión Episodio: Bal masqué        |
| 1998 | Chaos technique                | Lisa             | Película                                        |
| 1998 | Bébés boum                     | Elsa             | Película                                        |
| 1997 | Les Cordier, juge et flic      | Léa              | Serie de Televisión Episodio: Le crime d'à côté |
| 1997 | La vérité est un vilain défaut | La standardiste  | Película                                        |
| 1996 | Coeur de cible                 |                  | Película                                        |

## Premios
- Premio NRJ al Mejor Beso -compartido con Gad Elmaleh- (2007).

### Premios BAFTA
| Año  | Categoría    | Película                            | Resultado |
| ---- | ------------ | ----------------------------------- | --------- |
| 2002 | Mejor actriz | Le fabuleux destin d'Amélie Poulain | Nominada  |
| 2010 | Mejor actriz | Coco avant Chanel                   | Nominada  |

### Premios César
| Año  | Categoría                          | Película                            | Resultado |
| ---- | ---------------------------------- | ----------------------------------- | --------- |
| 2000 | César a la mejor actriz revelación | Vénus beauté (institut)             | Ganadora  |
| 2002 | César a la mejor actriz            | Le fabuleux destin d'Amélie Poulain | Nominada  |
| 2005 | César a la mejor actriz            | Un long dimanche de fiançailles     | Nominada  |
| 2010 | César a la mejor actriz            | Coco avant Chanel                   | Nominada  |